# Jesús de Polanco
Jesús Polanco Gutiérrez, conhecido como Jesús de Polanco (Madrid, 7 de Novembro de 1929 — Málaga, 21 de julho de 2007 (77 anos)) foi um empresário espanhol do ramo de meios de comunicação, que construiu um dos maiores impérios de mídia do mundo.

## Biografia
Nascido em Madri em uma família de militares de Santillana del Mar, Cantabria, Polanco foi estimado como dono de 64% do grupo Prisa, um conglomerado que inclui o El País; a estação de rádio Cadena SER; o canal de TV Cuatro (TV), a plataforma de TV digital Digital + (incluindo Canal + ), da TV digital da Espanha e de uma série de canais de rádio e televisões locais. Prisa também tinha interesses importantes na edição de livros e era proprietária da Editorial Santillana, Ediciones El País, El País Aguilar Alfaguara, Altea, Tiendas Crisol, Tauris e Richmon Publishing. Seu apelido se tornou 'Jesús del Gran Poder' por sua atuação na cena política.
Os interesses de Polanco na mídia eram conhecidos por serem progressistas ou de esquerda. Rivais mais conservadores e clericais na mídia, como os jornais ABC e El Mundo ou a estação de rádio COPE, às vezes acusaram a mídia relacionada de Polanco de ter o monopólio da informação espanhola e ser capaz de apresentar reportagens tendenciosas. Alguns deles também acusaram o PRISA de influenciar a opinião pública contra a gestão do governo do Partido do Povo (PP) e a resposta aos ataques à bomba no trem de Madri em 11 de março de 2004. O Partido do Povo, liderado na campanha por Mariano Rajoy, acabou perdendo o ano de 2004 eleições espanholas para o Partido Socialista Operário Espanhol (PSOE), liderado por José Luis Rodríguez Zapatero.
Em 2005, a Prisa solicitou ao Governo espanhol uma licença para transformar o canal de televisão paga Canal + em canal aberto. O Governo concedeu esta licença e o canal Cuatro (TV) começou a transmitir em Novembro de 2005. Posteriormente, foi manifestada oposição quanto à falta de diálogo sobre o assunto.
Em 2007, respondendo às acusações de que sua mídia era tendenciosa, Polanco disse que era difícil ser imparcial quando há um partido que faria qualquer coisa para voltar ao poder. O Partido do Povo Espanhol reagiu promovendo um boicote a todos os canais de mídia e acionistas de Polanco. Esta iniciativa foi criticada por todos os partidos democráticos europeus.
Em 21 de julho de 2007, Polanco morreu aos 77 anos em Madrid.